# 生殺与奪の権利
生殺与奪の権利（、ラテン語: ius vitae necisque）とは、他人に対して「生かす」か「殺す」かを選択できる権利のこと。「相殺（そうさい）」と同じ読み方と類推して「せいさいよだつ」と慣用的に読まれることもある。「生殺与奪の権」と使われることが多い。

## 概説
国王や統治者が臣民や奴隷に対し、罰則や懲戒として裁判などを経ずに死刑を実施する様子や、その権利を掌握している影響力のこと。通常は、権力を掌握したものに同調する側近などがいる。
生殺与奪の権利を掌握するということは、特定の人物の職業上もしくは活動上の人生を成功もしくは失敗させる強い影響力を掌握していることを意味する。具体的には、特定の人物を自分の形式的もしくは実質的な支配下に置く事により、その特定の人物の将来の人生に対して強烈な影響力を及ぼす。また、生殺与奪の権利を掌握されるということは、自分自身の将来の人生が、自分自身の自己実現に向けた努力よりもある特定の人物の意図的な意向から強い影響力を受けることを意味する。
また、歴史的には文字通り生物学的な生殺まで掌握することがあった。たとえば西晋の大貴族石崇は来客があると美人の召使に酒を勧めさせ、客が飲まなければ召使を斬ったという。